# Duvillaun Beg
Duvillaun Beg (iriska: Dubhoileán Beag) är en ö i republiken Irland.   Den ligger i grevskapet Maigh Eo och provinsen Connacht, i den nordvästra delen av landet, 270 km väster om huvudstaden Dublin.